# Стодоли-Кольоне
Стодоли-Кольоне (пол. Stodoły-Kolonie) — село в Польщі, у гміні Войцеховиці Опатовського повіту Свентокшиського воєводства.
Населення — 328 осіб (2011).
У 1975-1998 роках село належало до Тарнобжезького воєводства.

## Демографія
Демографічна структура на день 31 березня 2011 року:
|          | Загалом | Допрацездатний вік | Працездатний вік | Постпрацездатний вік |
| -------- | ------- | ------------------ | ---------------- | -------------------- |
| Чоловіки | 165     | 42                 | 105              | 18                   |
| Жінки    | 163     | 31                 | 92               | 40                   |
| Разом    | 328     | 73                 | 197              | 58                   |